# Buddy (электромобиль)
Buddy — трёхместный норвежский внутригородской электромобиль, производимый компанией Pure Mobility в Осло. Широко эксплуатируется в Норвегии, где наряду с автомобилем Kewet (предшественником Buddy разработки той же компанией) занимает 35 % от всего парка электромобилей.

## История
Buddy — шестое поколение городского электромобиля Kewet, который первоначально разрабатывался с 1988 года в Дании, в городе Хадсунд, где и была выпущена первая модель в 1991 году. В 1992 году производство было полностью перенесено в Осло. В течение первых пяти поколений Kewet было выпущено более 1 тыс. электромобилей, которые поставлялись в 18 стран. Осенью 2005 года была выпущена модель Kewet Buddy Citi-Jet 6, более известная как Buddy Classic. В 2010 году выпущена модель Buddy M09. Всего за существование компании Pure Mobility было произведено и реализовано примерно 2,3 тыс. электромобилей, из которых 1,3 тыс. единиц приходится на Buddy. Несмотря на относительно высокую цену (€21 тыс. по состоянию на 2011 год), Buddy пользуется спросом в Норвегии, небольшое количество автомобилей экспортируется. По состоянию на июль 2011 год компания Pure Mobility выпускает 5-6 автомобилей Buddy в неделю.

## Эксплуатационные характеристики
Buddy — трёхместный электромобиль с дальностью пробега 60-120 км (в зависимости от погодных условий, топографии и стиля вождения) и максимальной скоростью 80 км/ч. Длина — 244 см, ширина — 149 см, снаряженная масса — 719 кг, электромобиль за 7 сек развивает скорость в 50 км/ч. Используется никель-металл-гидридный аккумулятор ёмкостью 14 кВт*ч, двигатель — постоянного тока, мощностью 13 кВт. Кузов электромобиля изготавливается из тонкого стеклопластика.
Согласно официальной классификации транспортных средств ЕС, Buddy сертифицирован организацией Vehicle Certification Agency как электрический четырёхколёсный мотоцикл (тяжелый квадрицикл), которым можно управлять на любых дорогах без каких-либо ограничений. Необходимая категория водительского удостоверения — B.